# 방황하는 네덜란드인 (오페라)

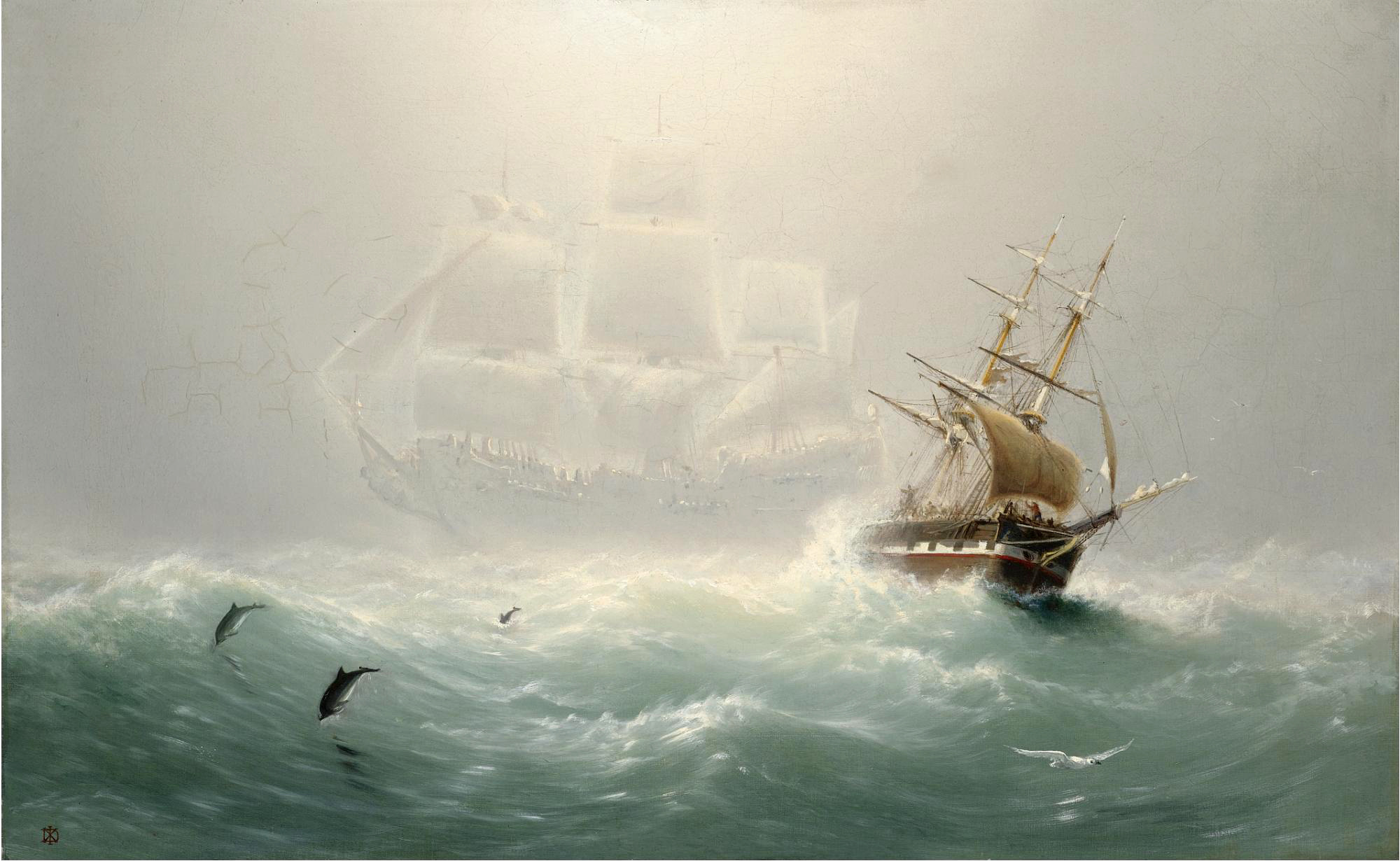
방황하는 네덜란드인을 그린 1860년대의 유화

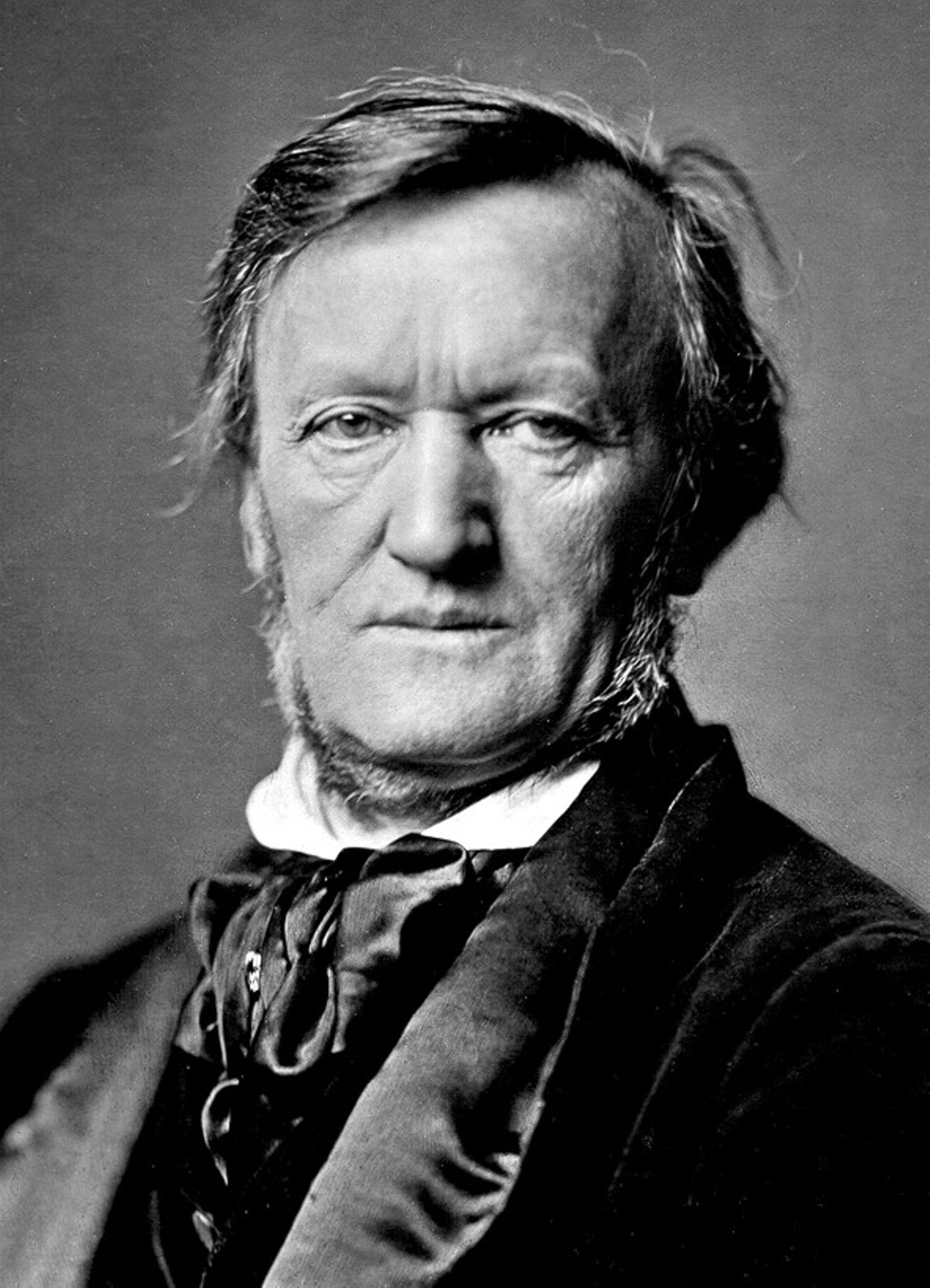
작곡가 리하르트 바그너

《방황하는 네덜란드인》(독일어: Der fliegende Holländer, WWV 63) 은 리하르트 바그너가 작곡하여, 1841년에 완성하고, 1843년 1월 2일에 드레스덴의 왕립극장에서 초연된 오페라이다. 이 오페라는 3막으로 이루어져 있으며, 북부 유럽에서 전해 내려오는 전설과 하이네의 소설에서 소재를 취해 리하르트 바그너가 직접 대본까지 써서 만들어진 작품이다. 바그너가 작곡한 많은 오페라 중에서 방황하는 네덜란드인은 리엔치와 함께 대표적인 중기 작품으로 꼽힌다.바그너는 방황하는 네덜란드인 오페라에 유도동기 방법을 적절히 사용하였는데, 유도동기(라이트모티프,Leitmotiv)는 오페라 음악에서, 동일한 인물이나 상황에서 같은 선율이나 화성을 사용하여, 청중들에게 인물이나 상황을 음악적으로도 표현하는 방법이다. 실제로, 방황하는 네덜란드인 오페라의 음악은 저주의 유도동기, 태풍과 파도의 유도동기, 젠타의 유도동기 등 많은 유도동기로 이루어져 있다. 비록 방황하는 네덜란드인이 바그너의 중기 작품으로서 아리아나 레치타티보 형식 등 이탈리아 오페라의 형식을 많이 벗어나지 못했지만, 대본을 독일어로 직접 저술하고, 독일어에 적합한 성악부를 창조하는 등 이전 오페라 작품보다 많은 진전을 보였다.

## 배경
1836년 11월 24일에 바그너는 "미나"라고 불리는 여배우 크리스티네 빌헬미네 플라너(Christine Wilhelmine "Minna" Planer)와 결혼했다. 하지만, 결혼 하지 얼마되지 않아서 미나는 부자인 군인과 도망을 가게된다. 이러한 미나의 도주는 실패하고, 미나는 몇주 후에 다시 돈 한푼 없이 바그너에게 되돌아가게 된다. 이 당시 바그너는 리가에서 지역 오페라단의 음악 감독을 하고 있었는데, 오페라단의 운영 미숙으로 인해 많은 빚을 지게 되었고, 1839년 결국 빚쟁이들을 피해 리가를 떠서 영국으로 가는 배를 타게 되었다. 하지만 이 항해에서 3번의 폭풍우를 만나는 등 천신만고 끝에 노르웨이의 잔트비케라는 어촌으로 대피하게 되었다.(이 지역이 방황하는 네덜란드인의 대표적인 무대가 되었다. 바그너는 3막의 처음 부분인 "선원들의 합창"의 음악적인 영감을 피오르드 해안에서 울려퍼지는 노르웨이 선원들의 노래에서 얻었다고 한다.) 바그너는 이 항해에서 방황하는 네덜란드인의 영감을 얻게 되었다.

## 소재
바그너는 방황하는 네덜란드인의 대본을 위해 북부 유럽의 전설들을 소재로 채용하였다. 전설의 내용을 보면, 네덜란드인 선장 반 데르 데켄은, 아프리카의 희망봉 부근에서 폭풍을 만났지만, "지구 끝까지 항해하리라" 라며 선원들의 반대에도 불구하고 희망봉을 계속 항해하려다가 좌초되어 침몰하고 만다. 배가 침몰할 때, 자신의 무능력함을 느낀 선장이 신들을 저주하자 분노한 신들은 이 선장에게 또다른 저주를 내렸다. 저주를 받은 후 이 네덜란드인 선장은 유령선이 된 자신의 배와 함께 7대양을 떠돌아 다녀야 했고, 7년만에 한번만 상륙이 가능하며, 상륙했을때, 자신을 영원히 사랑해 줄 수 있는 여인을 만나면 저주가 풀리게 된다.(오페라에서는 7년만에 노르웨의의 어느 해안에 상륙한 선장의 노래로 1막을 시작하게 된다.) 이러한 전설은 맨 처음 바그너가 채용 한 것이 아니다. 소설 "유령선"에서 마리아트 선장은 이 전설을 토대로 글을 전개했으며, 시인 하이네 역시 '헤르 본 슈나벨레봅스키의 회고'에서 이에 관해 서술하였다. 바그너는 이러한 작품들에서 전설의 내용과, 노르웨이 해안에서 표류한 자신의 체험에서 영감을 얻어서 방황하는 네덜란드인의 대본을 쓰게 된다. 방황하는 네덜란드인은 바그너의 작품중에서 맨 처음으로 신화나 전설을 채용하여 오페라를 서술한 작품이며, 이후 그의 많은 작품들이 주로 북유럽의 신화 및 전설(ex 니벨룽의 반지)을 주소재로써 채용하게 된다.

## 악기편성
피콜로, 플루트2, 오보에2(2번은 잉글리시 호른 겸함), 클라리넷2, 바순2, 호른4, 트럼펫3, 트롬본3, 튜바, 팀파니, 하프, 현5부

## 연주시간
- 서곡, 10분, 1막, 45분, 2막, 1시간, 3막, 30분, 총 연주시간: 2시간 25분

전체 서곡과 3막으로 이루어져 있지만 서곡과 1막 사이를 제외하고 전막이 단절없이 연주된다.

## 등장인물
|                                                               |               | 초연, 1843년 1월 2일 (바그너 지휘) |
| ------------------------------------------------------------- | ------------- | ---------------------------------- |
| 네덜란드인 선장                                               | 베이스-바리톤 | Johann Michael Wächter             |
| 젠타, 달란트의 딸                                             | 소프라노      | Wilhelmine Schröder-Devrient       |
| 달란트, 노르웨이인 선장                                       | 베이스        | Friedrich Traugott Reinhold        |
| 에릭, 사냥꾼                                                  | 테너          | Carl Risse                         |
| 마리, 센타의 유모                                             | 콘트랄토      | Thérèse Wächter                    |
| 달란트의 항해 조종사                                          | 테너          | Wenzel Bielezizky                  |
| 노르웨이인 선원들, 네덜란드인의 선원들, 아가씨들, 마을 사람들 |               |                                    |

## 줄거리

### 1막
노르웨이 배의 선장인 달란트는 심한 폭풍우에 휘말리게 되고, 표류를 한 끝에 노르웨이의 해안에 닿게 된다. 선원들은 작업을 하면서 합창을 부르고, 작업이 끝나면 선실로 들어가서 쉰다. 하지만 조타수는 이 노래를 부르다가 졸게 된다. 이 때, 검은 돛대와 새빨간 돛을 단 배가 해안가의 강 어귀로 들어와서 닻을 내리고 돛을  감는다. 저주받은 네덜란드인 선장의 배다. 이 선장은 얼굴이 창백하고 머리와 수염이 검다. 상륙하더니 자신의 신세타령을 한다. 그러더니 자신의 저주를 풀수 있는 방법을 노래한다. 죽음을 맹세하는 진실한 사랑을 발견한다면, 자신이 7년마다 한번씩만 상륙할 수 있는 자신을 구원할 수 있을 것이라고 한다. 그러자 네덜란드인 선장의 배에서 선원들이 합창으로 대답한다. 달란트는 자신의 배의 갑판에 올라가 네덜란드인 선장에게 말을 건다. 네덜란드인 선장은 달란트에게 하룻밤의 숙박을 요구하면서, 사례로 많은 금과 보석을 약속한다. 또한, 네덜란드인 선장은 달란트에게 딸이 있다는 말을 듣고서는 딸과의 결혼을 달란트에게 신청한다. 보물과 금에대한 욕심에 눈이 먼 그는 그것을 쉽게 승낙하면서 기쁨의 노래를 부른다. 심했던 폭풍우는 멈추고, 네덜란드인 선장의 배와 달란트의 배는 남풍을 받아 달란트의 고향으로 향한다.

### 2막
달란트의 집에서는, 달란트의 딸 젠타와 그녀의 유모 마리와 처녀들이 합창(물레합창)을 하면서 물레를 돌리고 있다. 하지만 젠타는 일에 집중하지 못하고, 벽에 걸린 검은 수염을 한 방황하는 네덜란드인의 초상화를 바라보며 깊은 생각에 빠진다. 그녀의 유모 마리는 그런 그녀를 훈계하지만, 그녀는 오히려 방황하는 네덜란드의 발라드를 부른다. 내용인즉슨, "새빨간 돛과 검은 돛대의 배에 피부가 창백한 사나이가 타고 있다. 먼 옛날 폭풍우에 휘말렸을 때 이런 것 쯤은 그냥 견디겠다고 신들에게 대항한 것이 죄가 되어 저주를 받아 죽지도 못하고 바다를 헤메고 있다. 하지만 그런 그를 위해 영원히 생명을 다해 사랑해줄 처녀를 만난다면 구원을 받는다. 7년에 한번씩 상륙하여 그런 사랑을 해줄 처녀를 찾아보았지만, 찾지 못했다. 거짓의 사랑! 그는 그렇게 외치면서 목적없는 항해를 떠난다. 젠타는 이 노래를 부르다가, 갑자기 먼가 떠오른듯 일어나면서 "나야말로 그 선장을 구할 아내이다"라고 하며 자신의 사랑으로 그를 구원하겠다고 외친다. 그 때, 그녀를 짝사랑하고 있는 사냥꾼 에리크가 나타나 그녀의 말을 경고한다. 에리크는 자신의 꿈에서, 달란트가 초상화와 똑같은 남자들 데리고 바다에서 돌아왔는데, 젠타가 그 남자와 같이 마을을 떠나버렸다는 이야기를 해준다. 그의 말을 들은 젠타는 오히려 감격해하면서 황홀해하자, 에리크는 실망하여 나가버린다. 그 때, 그녀의 아버지인 달란트가 네덜란드인 선장과 집에 들어산다. 네덜란드인 선장을 본 젠타는 숨을 삼키면서 일어선다. 달란트는 그녀과 네덜란드인 선장과 결혼할 것이라는 말만 남겨두고 나가버린다. 그러자 젠타와 네덜란드인 선장은 2중창의 노래를 부르면서 사랑을 확인한다. 젠타는 네덜란드인 선장을 구원하기 위해 자신의 생명을 바칠 것을 맹세하고, 네덜란드인 선장은 진실한 사랑을 찾은데에 기뻐한다. 다시 달란트도 나타나 3중창의 기쁨의 노래를 부르며 막이 내린다.

### 3막
두척의 배, 달란트의 배와 네덜란드인 선장의 배가 항구에 정박하고 있다. 항구에는 잔치가 벌어지고 있다. 노르웨이인 선원들은 갑판에 모여서 술을 마시며 선원들의 합창을 즐겁게 부르고 있다. 마을의 처녀들이 네덜란드 배를 향해 말을 걸어보지만 대답이 없고 등불조차 없다. 이 때, 파도가 높아지고 맹렬한 바람이 불어오자 네덜란드 배에서 선원들이 이상한 운명을 노래한다. 이 소리를 듣고 모두들 기분이 나빠져 자취를 감추는데, 젠타와 에리크가 등장한다. 에리크는 자신을 바라보지 않는 젠타에게 사랑의 호소를 하는 카바티나를 노래한다. 이 노래를 듣고 있던 네덜란드인 선장은 젠타의 애정이 거짓이었다고 착각하며 선원들에게 출항을 재촉한다. 또한 젠타에게 자신의 저주를 설명하고, 바로 자신이 사람들이 두려워하는 네덜란드인 선장이라고 밝히며 출항한다. 젠타는 그 소리를 듣고 자신을 막고있는 에리카와 아버지를 벗어나 바위에 올라서서 네덜란드인 선장에 대한 정절을 맹세하는 노래를 부르고는 바다에 몸을 던진다. 이 때, 네덜란드인 선장과 그의 유령선, 선원들은 바다에 가라앉는다. 젠타의 사랑이 영원히 바다에서 방황해야하는 네덜란드인 선장의 저주를 극복하고, 참혹한 운명으로부터 구해내었다. 마지막으로 젠타의 영혼과 네덜란드인 선장의 영혼은 붉은 노을의 바다를 배경으로 하늘로 승천한다.

## 유명한 곡들

### 선원들의 합창(Sailor's Chorus)
3막 1장에 등장하는 음악으로써, 젠타와 노르웨이 선원들이 신나게 잔치를 벌일때, 사람들이 네덜란드인의 배로 가서 "신나게 놀아보자"라고 노래를 부르는 부분이다. 이 부분은 노르웨이 선원들의 유도동기와 유령선의 유도동기가 뒤섞이면서 흥겨운 노래로 완성된다.

### 물레 합창(Spinning Chorus)
2막 1장에 등장하는 음악으로써, 처녀들이 넓은 방안에 모여 앉아 물레질을 하면서 부르는 노래이다. 다른 처녀들은 열심히 노래를 부르며 일을 하지만, 달란트의 딸 젠타는 네덜란드인 선장을 생각하면서 다른 노래(Senta's Ballad)를 부른다.

### 선장의 아리아(Die Frist ist um)
1막 처음에 등장하는 음악이다. Die Frist ist um는 "기한이 다 되었다"라는 의미이다. 네덜란드 선장이 저주를 받아 7년동안 상륙하지 못하다가, 기한이 다 되어 노르웨이의 해안에 상륙하면서 자신의 처지를 한탄하면서 부르는 노래(베이스-바리톤)이다.

### 젠타의 아리아(Senta's Ballad)
젠타가 일에 집중하지 못하자, 유모 마리가 나무란다. 그러자 젠타는 마리에게 네덜란드인의 발라드를 불러달라고 부탁한다. 마리가 거절하고, 젠타는 자신이 그 네덜란드인의 발라드를 스스로 부른다. 이 노래에서 젠타는 노래에 몰입해 ‘바로 내가 당신을 구원하겠어요’라고 외친다.

## 참고 자료
- 네이버캐스트: 방황하는 네덜란드인
- 네이버 지식백과 : 방랑하는 네덜란드인
- 네이버 백과사전 : 방황하는 화란인
- Go!classic 고전음악 : 방랑하는 네덜란드인 독어,한글 대본
- 조선일보 블로거 뉴스: 리하르트 바그너, 방황하는 네덜란드인

## 같이 보기
- 리하르트 바그너
- 방황하는 네덜란드인 전설
- 캐리비안의 해적